# Socialite Rank
Socialite Rank fue un blog administrado de forma anónima que se centraba en las jóvenes mujeres de la alta sociedad del Upper East Side de Manhattan en la ciudad de Nueva York. Se lanzó el 24 de abril de 2006 y fue eliminado un año después. Cada dos semanas, el sitio web publicaba un Social Elite Power Ranking («Ranking de poder de la élite social»), en el que se clasificaba a las 20 mujeres más destacadas en función de su estilo personal, cobertura de prensa, apariciones públicas y su «factor hot».
El sitio tenía un tono «sarcástico» y advertía: «La próxima vez que pienses en saltarte esa gala, usar ese diseñador desconocido, salir con algún miembro raro de una banda, ten cuidado. Te estamos observando. ¡Y tu ranking está en juego!». En un artículo para la revista New York, el periodista Isaiah Wilner describió el sitio como «espeluznante» debido a su anonimato, «como la voz de un dios perra que grita desde los cielos». Los comentaristas también permanecieron anónimos. La identidad de quién estaba detrás del blog se convirtió en tema de intensa especulación, y muchos sospecharon erróneamente que era el exeditor de Vogue Derek Blasberg, quien había estado trabajando como freelancer.
Socialite Rank, que ha sido comparado con el personaje titular de la serie de televisión Gossip Girl, apareció después de que se publicara la primera novela de Gossip Girl en 2002, pero antes de que la serie de televisión se transmitiera por primera vez en septiembre de 2007. Según el periodista Matthew Schneier, Socialite Rank fue parte de un cambio de principios del siglo XXI hacia la cobertura de It girl s en línea, a medida que las socialités conocedoras de Internet comenzaron a competir por el primer puesto. Taylor Lorenz, de The Washington Post, señala que «las herederas de Manhattan se vieron repentinamente arrojadas frente a una audiencia global en Internet» mientras blogs como Gawker y Socialite Rank «documentaban incansablemente [sus] aventuras», tejiendo historias «a menudo crueles» que las enfrentaban entre sí y creaban drama.
Una de las «rivalidades» centrales cubiertas por Socialite Rank enfrentó a Olivia Palermo, una graduada de The New School de Connecticut, contra Tinsley Mortimer, una debutante de Virginia que se había casado con un miembro de la alta sociedad de Nueva York. Después de que el blog publicara una carta de disculpa falsa que supuestamente había sido escrita por Palermo, su padre contrató a un abogado, quien presentó una denuncia ante la oficina del fiscal de distrito de Manhattan en su nombre.
El 26 de abril de 2007, Socialite Rank anunció su cierre, negando que fuera debido a «demandas, quejas o amenazas». El sitio desapareció el 29 de abril de 2007. Dos días después, Valentine Uhovski y Olga Rei, quienes afirmaron ser hermanastros que habían sido estrellas infantiles en Rusia, dijeron que eran los «cerebros detrás de Socialite Rank».

## Personajes sociales notables
Las mujeres que aparecen regularmente en Socialite Rank incluyen:
- Fabiola Beracasa
- Amanda Hearst
- Lydia Hearst
- Margherita Missoni
- Tinsley Mortimer
- Olivia Palermo
- Rachel Roy
- Ivanka Trump